# Djurgårdens IF herrfotboll 2000
Djurgårdens IF Fotboll, säsongen 2000. Deltog i följande mästerskap: Superettan, Svenska cupen. 
Efter degraderingen från Allsvenskan 1999 byttes stora delar av laget ut. Även om utrensningen till viss del var välkommen riktade Markus Karlsson, vid tidpunkten den spelare som varit längst tid i laget, skarp kritik mot spelarkarusellen genom sitt sedermera klassiska citat  "Det är ett jävla horande för några tusenlappar" i Dagens Nyheter den 27 november 1999, dagen efter att backen och lagkaptenen Stefan Alvén presenterats av IFK Norrköping. Ett par dagar senare förlängde Karlsson sitt kontrakt med 3 år.
I slutet av april blev det klart att ikonen Stefan Rehn återvänder från och med 1 juli, kontraktet var skrivet på 4,5 år där det var förutbestämt att den dagen han slutar spela fotboll skulle han få en ledarroll i laget. Efter en svajig inledning växlade man upp och säkrade segern redan i omgång 26 hemma mot Mjällby AIF, vilket även var den elfte segern i rad.

## Truppen

### Ledare
| Nat                                             | Tränare     | Position        | Född       | I DIF sedan                                 | Kontrakt till | Kom från                           |
| ----------------------------------------------- | ----------- | --------------- | ---------- | ------------------------------------------- | ------------- | ---------------------------------- |
| Sverige                                         | Sören Åkeby | Huvudtränare    | 1952-02-23 | 1999* (och 1991-1993 som juniortränare)     |               | Östersunds FK                      |
| Socialistiska federativa republiken Jugoslavien | Zoran Lukic | Huvudtränare    | 1956-11-27 | 1999* (och 1993-1998 som juniortränare)     | 2002-12-31    | Djurgårdens IF (som juniortränare) |
| Sverige                                         | Kjell Frisk | Målvaktstränare | 1964-04-27 | 1999 (som tränare), 1990-1995 (som spelare) |               | Spårvägens IF (som spelare)        |

### Spelare
| Nr | Nat          | Spelare                     | Position    | Född       | Längd  | Vikt  | I DIF sedan           | Kontrakt till | Kom från                | Moderklubb        | Ligamatcher | Mål |
| -- | ------------ | --------------------------- | ----------- | ---------- | ------ | ----- | --------------------- | ------------- | ----------------------- | ----------------- | ----------- | --- |
| 1  | Sverige      | Rami Shaaban                | Målvakt     | 1975-06-30 | 190 cm | 92 kg | 2000                  | 2002-12-31    | Nacka FF                | Saltsjöbadens IF  | 29          | 0   |
| 15 | Sverige      | Pa Dembo Touray             | Målvakt     | 1971-08-29 | 195 cm | 90 kg | 2000                  | 2002-12-31    | Real de Banjul          | Real de Banjul    | 1           | 0   |
| 2  | Sverige      | Patrik Eriksson-Ohlsson     | Back        | 1974-08-09 | 181 cm | 82 kg | 1999                  | 2001-12-31    | Västerås SK             | IFK Sundsvall     | 44          | 1   |
| 4  | Sverige      | Magnus Samuelsson           | Back        | 1975-05-21 | 182 cm | 86 kg | 1999                  | 2001-12-31    | Östers IF               | Bodens BK         | 28          | 1   |
| 5  | Sverige      | Richard Henriksson          | Back        | 1982-10-05 | 190 cm | 85 kg | 1999                  | 2002-12-31    | Djurgårdens IF Juniorer | Djurgårdens IF    | 13          | 1   |
| 12 | Sverige      | Markus Karlsson             | Back        | 1972-08-30 | 185 cm | 79 kg | 1996                  | 2002-12-31    | Rimbo IF                | BKV Norrtälje     | 96          | 3   |
| 18 | Sverige      | Niclas Rasck                | Back        | 1969-03-10 | 178 cm | 75 kg | 1999                  | 2001-12-31    | Örebro SK               | Ludvika FK        | 48          | 2   |
| 23 | Sverige      | Umut Cesmeli                | Back        | 1981-07-05 | 172 cm | 68 kg | 2000                  |               | Djurgårdens IF Juniorer | Djurgårdens IF    | 0           | 0   |
| 24 | Sverige      | Martin Piotrowski (utlånad) | Back        | 1981-03-27 | 171 cm | 69 kg | 1999                  | 2000-12-31    | Djurgårdens IF Juniorer | Djurgårdens IF    | 0           | 0   |
| 3  | Sverige      | Mikael Dorsin               | Mittfältare | 1981-10-06 | 184 cm | 79 kg | 1998                  | 2003-12-31    | Djurgårdens IF Juniorer | IFK Lidingö       | 28          | 5   |
| 6  | Sverige      | Magnus Pehrsson             | Mittfältare | 1976-05-25 | 192 cm | 87 kg | 1999 (och 1994-1996)  | 2001-12-31    | IFK Göteborg            | IFK Lidingö       | 114         | 11  |
| 7  | Sverige      | Abgar Barsom                | Mittfältare | 1977-09-04 | 172 cm | 72 kg | 2000                  | 2002-12-31    | BK Forward              | BK Forward        | 28          | 2   |
| 10 | Sverige      | Andreas Johansson           | Mittfältare | 1978-07-05 | 179 cm | 76 kg | 2000                  | 2002-12-31    | AIK FF                  | Melleruds IF      | 24          | 7   |
| 13 | Sverige      | Stefan Bergtoft             | Mittfältare | 1979-03-24 | 177 cm | 73 kg | 2000                  | 2002-12-31    | Spånga IS               | Kälvesta IoF      | 8           | 0   |
| 20 | Sverige      | Stefan Rehn                 | Mittfältare | 1966-09-22 | 178 cm | 75 kg | 2000* (och 1984-1989) | 2004-12-31    | FC Lausanne-Sport       | Sundbybergs IK    | 137         | 46  |
| 21 | Sverige      | Fredrik Svedberg (utlånad)  | Mittfältare | 1981-05-12 | 175 cm | 67 kg | 2000                  | 2000-12-31    | Djurgårdens IF Juniorer | Djurgårdens IF    | 0           | 0   |
| 22 | Sverige      | Sebastian Haag              | Mittfältare | 1981-07-26 | 185 cm | 85 kg | 2000                  | 2000-12-31    | Djurgårdens IF Juniorer | Djurgårdens IF    | 0           | 0   |
| ?  | Sverige      | Olle Siösteen               | Mittfältare | 1982-11-21 | 178 cm | 76 kg | 2000                  | 2000-12-31    | Djurgårdens IF Juniorer | Edsberg IF        | 1           | 0   |
| 8  | Sverige      | Samuel Wowoah               | Anfallare   | 1976-06-17 | 175 cm | 73 kg | 1999                  | 2001-12-31    | Motala AIF              | IFK Lindesberg    | 38          | 15  |
| 9  | Sverige      | Stefan Bärlin               | Anfallare   | 1976-05-31 | 182 cm | 76 kg | 2000                  | 2002-12-31    | IFK Göteborg            | Katrineholms SK   | 27          | 9   |
| 11 | Sverige      | Pierre Gallo                | Anfallare   | 1975-01-24 | 182 cm | 81 kg | 1998                  | 2000-12-31    | AIK FF                  | Norsborgs IF      | 68          | 16  |
| 14 | Sverige      | Jones Kusi-Asare            | Anfallare   | 1980-05-21 | 180 cm | 75 kg | 1999                  | 2001-12-31    | Vasalunds IF            | Vasalunds IF      | 30          | 4   |
| 16 | Sverige      | Jörgen Sundström            | Anfallare   | 1978-12-07 | 183 cm | 85 kg | 2000                  | 2002-12-31    | Piteå IF                | Piteå IF          | 14          | 0   |
| 17 | Sverige      | Lucas Nilsson               | Anfallare   | 1973-07-16 | 173 cm | 73 kg | 1996                  | 2000-12-31    | Gnesta FF               | Björnlunda IF     | 74          | 21  |
| 19 | Sverige      | Joel Riddez                 | Anfallare   | 1980-05-21 | 182 cm | 72 kg | 1999                  | 2001-12-31    | Spårvägens FF           | IF Brommapojkarna | 35          | 1   |
| 20 | Sverige      | Pagguy Zunda                | Anfallare   | 1983-05-23 | 181 cm | 74 kg | 2000                  | 2001-12-31    | Djurgårdens IF Juniorer | Djurgårdens IF    | 2           | 0   |
| 25 | Azerbajdzjan | Anatoli Ponomarev           | Anfallare   | 1982-06-12 | 178 cm | 71 kg | 1999                  | 2000-12-31    | Djurgårdens IF Juniorer | Reymersholms IK   | 0           | 0   |

## Allsvenskan
| Omgång | Datum        | Motståndare     | H/B | Resultat | Målskyttar                                                              | Varningar                                  | Domare            | Publik | Arena              | Position |
| ------ | ------------ | --------------- | --- | -------- | ----------------------------------------------------------------------- | ------------------------------------------ | ----------------- | ------ | ------------------ | -------- |
| 1      | 16 april     | Umeå FC         | H   | 5-2      | Johansson (2) 14'. 75', Eriksson-Ohlsson 31', Gallo 45', Kusi-Asare 71' | Samuelsson, Johansson                      | Håkan Jonasson    | 6.145  | Stockholms Stadion | 1        |
| 2      | 24 april     | Ljungskile SK   | B   | 0-1      |                                                                         |                                            | Sven Holgersson   | 1.529  | Skarsjövallen      | 7        |
| 3      | 2 maj        | Enköpings SK    | H   | 0-1      |                                                                         | Eriksson-Ohlsson, Johansson, Dorsin (rött) | Åke Strömberg     | 3.784  | Stockholms Stadion | 12       |
| 4      | 7 maj        | Assyriska FF    | B   | 1-0      | Riddez 58'                                                              | Nilsson                                    | Martin Ingvarsson | 4.052  | Bårsta IP          | 6        |
| 5      | 15 maj       | Åtvidabergs FF  | H   | 3-1      | Pehrsson 66', Dorsin 68', Bärlin 82'                                    | Gallo                                      | Peter Fröjdfeldt  | 4.396  | Stockholms Stadion | 4        |
| 6      | 18 maj       | Malmö FF        | B   | 2-0      | Gallo 16', Wowoah 28'                                                   | Karlsson, Barsom                           |                   | 7.776  | Malmö Stadion      | 3        |
| 7      | 23 maj       | FC Café Opera   | H   | 4-1      | Wowoah (2) 41', 52', Pehrsson, 30' Bärlin 59'                           | Karlsson, Dorsin                           | Johnny Lundbäck   | 9.405  | Stockholms Stadion | 2        |
| 8      | 29 maj       | Östers IF       | B   | 3-2      | Gallo (2) 19', 25', Samuelsson 84'                                      | Barsom (rött) 35'                          | Leif Sundell      | 2.816  | Värendsvallen      | 2        |
| 9      | 4 juni       | Mjällby AIF     | B   | 0-1      |                                                                         | Rasck, Pehrsson                            |                   | 3.003  | Strandvallen       | 3        |
| 10     | 8 juni       | Gunnilse IS     | H   | 4-1      | Kusi-Asare 12', Barsom 41', Nilsson 62', Pehrsson 70'                   | Nilsson                                    |                   | 3.335  | Stockholms Stadion | 1        |
| 11     | 12 juni      | Västerås SK     | H   | 0–1      |                                                                         | Eriksson-Ohlsson, Barsom, Bärlin           |                   | 4.705  | Stockholms Stadion | 3        |
| 12     | 20 juni      | IF Sylvia       | B   | 5-2      | Gallo 15', Nilsson 57', Dorsin 67', Kusi-Asare 70', Barsom 90'          |                                            | Martin Ingvarsson | 1.064  | Bollspelaren       | 2        |
| 13     | 1 juli       | IK Brage        | B   | 1-1      | Självmål 35'                                                            |                                            |                   | 2.434  | Domnarvsvallen     | 2        |
| 14     | 5 juli       | Landskrona BoIS | H   | 3-1      | Nilsson 33', Gallo 60', Johansson 70'                                   | Pehrsson                                   | Peter Fröjdfeldt  | 6.395  | Stockholms Stadion | 2        |
| 15     | 9 juli       | Kalmar FF       | B   | 0–2      |                                                                         | Eriksson-Ohlsson (rött) 2'                 |                   | 6.010  | Fredriksskans IP   | 2        |
| 16     | 24 juli      | Kalmar FF       | H   | 2-1      | Johansson 43', Rehn 85'                                                 |                                            | Andreas Kovács    | 5.665  | Stockholms Stadion | 2        |
| 17     | 2 augusti    | Ljungskile SK   | H   | 4-2      | Gallo (2) 14', 62', Nilsson (2) 24', 41'                                |                                            | Lars Kratz        | 4.356  | Stockholms Stadion | 2        |
| 18     | 7 augusti    | Umeå FC         | B   | 2–0      | Johansson 24', Riddez 87'                                               |                                            |                   | 2.170  | Gammliavallen      | 2        |
| 19     | 12 augusti   | Enköpings SK    | B   | 1–0      | Bärlin 13'                                                              |                                            |                   | 4.810  | Enavallen          | 2        |
| 20     | 20 augusti   | Assyriska FF    | H   | 2-1      | Dorsin 27', Wowoah 84'                                                  |                                            | Jonas Hagberg     | 6.705  | Stockholms Stadion | 1        |
| 21     | 27 augusti   | Åtvidabergs FF  | B   | 5–1      | Wowoah 6', Pehrsson 21', Nilsson 57', Dorsin 71, Johansson 83'          |                                            |                   | 4.114  | Kopparvallen       | 1        |
| 22     | 4 september  | Malmö FF        | H   | 6-1      | Wowoah (2), 37', 64', Bärlin 9', Johansson 20', Rehn 47', Dorsin 61'    | Karlsson                                   | Leif Sundell      | 13.305 | Stockholms Stadion | 1        |
| 23     | 8 september  | FC Café Opera   | B   | 2-1      | Rehn 75', Bärlin 79'                                                    |                                            |                   | 7.011  | Stockholms Stadion | 1        |
| 24     | 18 september | Östers IF       | H   | 1-0      | Bärlin 41'                                                              | Rehn                                       |                   | 5.125  | Stockholms Stadion | 1        |
| 25     | 24 september | Gunnilse IS     | B   | 6–0      | Bärlin (3) 45', 73', 90', Gallo (2) 4'. 19', Wowoah, 20'                |                                            |                   | 0.752  | Hjällbovallen      | 1        |
| 26     | 30 september | Mjällby AIF     | H   | 2-0      | Wowoah (2) 5', 19'                                                      |                                            | Sten Johanzon     | 5.530  | Stockholms Stadion | 1        |
| 27     | 8 oktober    | Västerås SK     | B   | 0–0      |                                                                         | Pehrsson                                   |                   | 4.237  | Arosvallen         | 1        |
| 28     | 16 oktober   | IF Sylvia       | H   | 1-4      | Wowoah 68'                                                              | Henriksson, Kusi-Asare                     | Sven Holgersson   | 2.205  | Stockholms Stadion | 1        |
| 29     | 22 oktober   | Landskrona BoIS | B   | 2–3      | Pehrsson (2) 53', 82'                                                   |                                            |                   | 3.684  | Landskrona IP      | 1        |
| 30     | 29 oktober   | IK Brage        | H   | 1-1      | Henriksson 23'                                                          | Henriksson, Samuelsson                     |                   | 2.115  | Stockholms Stadion | 1        |

## Cupspel

### Svenska cupen 2000/2001
| Omgång         | Datum                 | Motståndare   | H/B | Resultat               | Målskyttar                                                             | Publik            | Arena         |
| -------------- | --------------------- | ------------- | --- | ---------------------- | ---------------------------------------------------------------------- | ----------------- | ------------- |
| 1              | 30 juli 2000          | Nyköpings BIS | B   | 6-3                    | Nilsson (2), Pehrsson (2, varav en straff), Rehn, Kusi-Asare           | 812               | Rosvalla IP   |
| 2              | 23 augusti 2000       | Bollstanäs SK | B   | 11-0                   | Gallo (3), Wowoah (3), Nilsson (2), Bärlin, Pehrsson, Riddez           | 1 051             | Vilundavallen |
| 3              | 27 september 2000     | Nacka FF      | B   | 2-0                    | Bärlin 55', Johansson 65'                                              | 984               | Nacka IP      |
| 4              | Onsdag 4 april 2001   | Enköpings SK  | B   | 4–3 (3–3 vid full tid) | Pehrsson (3) 83', 90', 103' (straff och golden goal), A. Johansson 27' | 632               | Vagnhärads IP |
| Åttondelsfinal | Torsdag 12 april 2001 | IFK Göteborg  | H   | 1–2 (1–1 vid full tid) | Wallinder 17'                                                          | 0 (tomma läktare) | Nya Ullevi    |

Åttondelsfinalen mot IFK Göteborg skulle ha spelats på Stadion, men då arenan inte var speldugligt flyttades matchen med kort varsel till Nya Ullevi i Göteborg.

### Stockholm Cup
| Omgång | Datum    | Motståndare | H/B | Resultat       | Målskyttar         | Publik | Arena          |
| ------ | -------- | ----------- | --- | -------------- | ------------------ | ------ | -------------- |
| 2      | 14 mars  | IFK Lidingö | B   | 2-2, 7-6 e str | Kusi-Asare, Bärlin | 600    | Stadshagens IP |
| 3      | 11 april | Topkapi IK  | B   | 1-5            |                    |        |                |

## Träningsmatcher
| Datum       | Motståndare          | H/B | Resultat | Målskyttar                                            | Publik | Arena/Ort      |
| ----------- | -------------------- | --- | -------- | ----------------------------------------------------- | ------ | -------------- |
| 19 februari | IFK Norrköping       | H   | 2-0      | Dorsin 9', Kusi-Asare 34'                             | 2 000  | Stadshagens IP |
| 26 februari | IK Brage             | H   | 4-1      | Johansson 41', Bärlin 43', Pehrsson 55', Bergtoft 60' | 1 500  | Stadshagens IP |
| 4 mars      | Assyriska FF         | H   | 5-2      | Sundström (3), Dorsin, Bärlin                         | 1 500  | Stadshagens IP |
| 11 mars     | Nacka FF             | H   | 2-1      | Nilsson (2)                                           | 1 500  | Stadshagens IP |
| 21 mars     | Örebro SK            | B   | 2-1      | Sundström (2)                                         |        | Mariebergs IP  |
| 25 mars     | Stabæk Fotball       | H   | 1-2      | Kusi-Asare 5'                                         |        | Westerboork    |
| 30 mars     | Helsingborg Södra IF | B   | 3-2      | Barsom, Wowoah, Gallo                                 |        | Westerboork    |
| 1 april     | GIF Sundsvall        | B   | 1-4      | Wowoah                                                |        | Kungsbacka     |
| 4 april     | Enköpings SK         | B   | 1-1      | Sundström 25'                                         |        | Vagnhärad      |
| 8 april     | IF Sylvia            | B   | 1-2      | Johansson                                             |        | Igelfors       |
| 27 juni     | IFK Norrköping       | B   | 0-0      |                                                       |        | Bollspelaren   |

## Statistik

### För spelåret 2000
| Spelare                 | Superettan | Superettan | Superettan | Superettan | Superettan | Superettan | Svenska cupen | Svenska cupen | Totalt tävlingsmatcher | Totalt tävlingsmatcher | Totalt tävlingsmatcher | Totalt tävlingsmatcher | Träningsmatcher | Träningsmatcher |
| Spelare                 | Ma         | Må         | As         | Po         | Varn       | Utv        | Ma            | Må            | Ma                     | Må                     | As                     | Po                     | Ma              | Må              |
| ----------------------- | ---------- | ---------- | ---------- | ---------- | ---------- | ---------- | ------------- | ------------- | ---------------------- | ---------------------- | ---------------------- | ---------------------- | --------------- | --------------- |
| Pierre Gallo            | 25         | 10         | 10         | 20         | 3          | 0          | 2             | 3             | 27                     | 13                     | 10                     | 23                     | 6               | 1               |
| Andreas Johansson       | 24         | 7          | 9          | 16         | 3          | 0          | 2             | 1             | 26                     | 8                      | 9                      | 17                     | 6               | 1               |
| Samuel Wowoah           | 22         | 11         | 1          | 12         | 2          | 0          | 2             | 3             | 24                     | 14                     | 1                      | 15                     | 6               | 1               |
| Stefan Bärlin           | 25         | 9          | 3          | 12         | 2          | 0          | 3             | 2             | 28                     | 11                     | 3                      | 14                     | 5               | 2               |
| Lucas Nilsson           | 20         | 6          | 4          | 10         | 2          | 0          | 2             | 4             | 22                     | 10                     | 4                      | 14                     | 3               | 2               |
| Abgar Barsom            | 29         | 2          | 9          | 11         | 2          | 1          | 3             | 0             | 32                     | 2                      | 9                      | 11                     | 6               | 1               |
| Stefan Rehn             | 18         | 3          | 6          | 9          | 2          | 0          | 3             | 1             | 21                     | 4                      | 6                      | 10                     | 1               | 0               |
| Magnus Pehrsson         | 29         | 6          | 0          | 6          | 3          | 0          | 2             | 3             | 31                     | 9                      | 0                      | 9                      | 6               | 1               |
| Mikael Dorsin           | 27         | 5          | 4          | 9          | 4          | 1          | 3             | 0             | 30                     | 5                      | 4                      | 9                      | 6               | 2               |
| Jones Kusi-Asare        | 16         | 4          | 0          | 4          | 0          | 0          | 2             | 1             | 18                     | 5                      | 0                      | 5                      | 5               | 2               |
| Joel Riddez             | 18         | 2          | 0          | 2          | 0          | 0          | 1             | 1             | 19                     | 3                      | 0                      | 3                      | 4               | 0               |
| Patrik Eriksson-Ohlsson | 25         | 1          | 1          | 2          | 2          | 1          | 2             | 0             | 27                     | 1                      | 1                      | 2                      | 4               | 0               |
| Richard Henriksson      | 13         | 1          | 0          | 1          | 2          | 0          | 3             | 0             | 16                     | 1                      | 0                      | 1                      | 5               | 0               |
| Självmål                |            | 1          |            | 1          |            |            |               |               |                        | 1                      |                        | 1                      |                 |                 |
| Niclas Rasck            | 25         | 0          | 1          | 1          | 1          | 0          | 2             | 0             | 27                     | 0                      | 1                      | 1                      | 4               | 0               |
| Rami Shaaban            | 29         | 0          | 0          | 0          | 0          | 0          | 1             | 0             | 30                     | 0                      | 0                      | 0                      | 4               | 0               |
| Markus Karlsson         | 24         | 0          | 0          | 0          | 8          | 1          | 1             | 0             | 25                     | 0                      | 0                      | 0                      | 5               | 0               |
| Jörgen Sundström        | 14         | 0          | 0          | 0          | 0          | 0          | 2             | 0             | 16                     | 0                      | 0                      | 0                      | 4               | 5               |
| Magnus Samuelsson       | 10         | 0          | 0          | 0          | 2          | 0          | 1             | 0             | 11                     | 0                      | 0                      | 0                      | 4               | 0               |
| Stefan Bergtoft         | 7          | 0          | 0          | 0          | 0          | 0          | 2             | 0             | 9                      | 0                      | 0                      | 0                      | 5               | 1               |
| Paggyu Zunda            | 2          | 0          | 0          | 0          | 0          | 0          | 0             | 0             | 2                      | 0                      | 0                      | 0                      | 2               | 0               |
| Pa Dembo Touray         | 1          | 0          | 0          | 0          | 0          | 0          | 2             | 0             | 3                      | 0                      | 0                      | 0                      | 5               | 0               |
| Olle Siösteen           | 1          | 0          | 0          | 0          | 0          | 0          | 0             | 0             | 1                      | 0                      | 0                      | 0                      | 0               | 0               |
| Umut Cesmeli            | 0          | 0          | 0          | 0          | 0          | 0          | 0             | 0             | 0                      | 0                      | 0                      | 0                      | 2               | 0               |
| Sebastian Haag          | 0          | 0          | 0          | 0          | 0          | 0          | 0             | 0             | 0                      | 0                      | 0                      | 0                      | 1               | 0               |

## Truppförändringar
Efter säsongen 1999 och inför/under säsongen 2000:

### Spelare in
| Datum            | Nr | Namn              | Från                    | Position    | Kommentar                                                    | Länk   |
| ---------------- | -- | ----------------- | ----------------------- | ----------- | ------------------------------------------------------------ | ------ |
| 9 november 1999  | 15 | Pa Dembo Touray   | Real de Banjul          | Målvakt     | 3-årskontrakt (tom 31 december 2002)                         | dif.se |
| 23 november 1999 | 13 | Stefan Bergtoft   | Spånga IS               | Mittfältare | 3-årskontrakt (tom 31 december 2002)                         | dif.se |
| 26 november 1999 | 16 | Jörgen Sundström  | Piteå IF                | Anfallare   | 3-årskontrakt (tom 31 december 2002)                         | dn.se  |
| 10 december 1999 | 7  | Abgar Barsom      | BK Forward              | Anfallare   | 3-årskontrakt (tom 31 december 2002)                         | dif.se |
| 10 december 1999 | 1  | Rami Shaaban      | Nacka FF                | Målvakt     | 3-årskontrakt (tom 31 december 2002)                         | dif.se |
| 20 december 1999 | 10 | Andreas Johansson | AIK                     | Mittfältare | 3-årskontrakt (tom 31 december 2002)                         | dif.se |
| 19 januari 2000  | 9  | Stefan Bärlin     | IFK Göteborg            | Anfallare   | 3-årskontrakt (tom 31 december 2002)                         | dif.se |
| 29 april 2000    | 20 | Stefan Rehn       | FC Lausanne-Sport       | Mittfältare | 4,5-årskontrakt (tom 31 december 2004), spelklar 1 juli 2000 | dif.se |
| Inför säsongen   | 20 | Pagguy Zunda      | Djurgårdens IF Juniorer | Anfallare   |                                                              |        |
| Inför säsongen   | 21 | Fredrik Svedberg  | Djurgårdens IF Juniorer | Mittfältare |                                                              |        |
| Inför säsongen   | 22 | Sebastian Haag    | Djurgårdens IF Juniorer | Mittfältare |                                                              |        |
| Inför säsongen   | 23 | Umut Cesmeli      | Djurgårdens IF Juniorer | Back        |                                                              |        |
| Inför säsongen   | ?  | Olle Siösteen     | Djurgårdens IF Juniorer | Mittfältare |                                                              |        |

### Spelare ut
| Datum            | Nr | Namn               | Till              | Position    | Kommentar                                                   | Länk           |
| ---------------- | -- | ------------------ | ----------------- | ----------- | ----------------------------------------------------------- | -------------- |
| 29 oktober 1999  | 15 | Martin Lossman     | FoC Farsta        | Målvakt     |                                                             | dn.se          |
| 10 november 1999 | 15 | Bo Andersen        | Viking FK         | Målvakt     | Retur av lån från Bristol City, gick till Viking Stavanger. | dn.se & dif.se |
| 25 november 1999 | 5  | Stefan Alvén       | IFK Norrköping    | Back        |                                                             | dif.se         |
| 27 november 1999 | 16 | Patricio Cisternas | IFK Tumba         | Back        |                                                             | dn.se          |
| 27 november 1999 | 17 | Jon Persson        | IF Brommapojkarna | Back        |                                                             | dn.se          |
| 27 november 1999 | 7  | Fred Persson       | Värtans IK        | Mittfältare |                                                             | dn.se          |
| 15 december 1999 | 13 | Christian Gröning  | Värtans IK        | Anfallare   |                                                             | dn.se          |
| 22 december 1999 | 10 | Sharbel Touma      | AIK FF            | Mittfältare | 2-årskontrakt (tom 31 december 2001)                        | dif.se         |
| 27 december 1999 | 6  | Michael Borgqvist  | Assyriska FF      | Mittfältare |                                                             | dif.se         |
| 8 januari 2000   | 8  | Zoran Stojcevski   | FC Café Opera     | Mittfältare |                                                             | dn.se          |
| 14 januari 2000  | 9  | Fredrik Dahlström  | Assyriska FF      | Anfallare   |                                                             | dn.se          |
| 22 januari 2000  | 1  | Magnus Lindblad    | Väsby IK          | Målvakt     |                                                             | dn.se          |

### Förlängda kontrakt
| Datum           | Nr | Namn            | Position    | Kommentar                              | Länk   |
| --------------- | -- | --------------- | ----------- | -------------------------------------- | ------ |
| 1 december 1999 | 12 | Markus Karlsson | Back        | 3-årskontrakt (tom 31 december 2002)   | dn.se  |
| 16 augusti 2000 | 3  | Mikael Dorsin   | Mittfältare | 3,5-årskontrakt (tom 31 december 2003) | dif.se |

## Klubbinformation

### Spelartröjor
- Tillverkare: Adidas
- Huvudsponsor: Kaffeknappen
- Hemmatröja: Blårandig
- Bortatröja: Rödblårandig
- Spelarnamn: Nej
- Övrigt: